# يان بي. تانر
يان بي. تانر (بالإنجليزية: Ian B. Tanner)‏ هو كاهن أسترالي، ولد في 24 فبراير 1926 في لاونسستون في أستراليا، وتوفي في 27 ديسمبر 2013 في كانبرا في أستراليا.